# Nikolaj Sergejevič Aleksandrov
Nikolaj Sergejevič Aleksandrov (rusko Николай Сергеевич Александров), sovjetski general, * 1902, † 1964.